# Stay in Touch
Stay in Touch es el décimo álbum de estudio de la cantante alemana Sandra, publicado el 26 de octubre de 2012. 

## Producción
Stay in Touch es el primer álbum de la cantante desde Into a Secret Land (1988) en contener música al estilo pop de las producciones de los años de 1980. También es el primer álbum de ella en que la producción la llevó Blank & Jones, un equipo productor de música trance que fue igualmente responsable de la función de A&R en este álbum conceptual de la cantante.
Las composiciones musicales fueron manejadas por Jens Gad y Hubert Kah. Este último, que volvió a trabajar con Sandra desde el éxito que consiguieron conjuntamente en los años 80, fue el responsable del respaldo vocal, las voces adicionales y de alguna de las composiciones de las canciones que se presentaron en Stay in Touch. 
El equipo Blank & Jones había desarrollado en dos años todo el concepto del álbum en el cual se recordó deliberadamente el sonido de mediados de los años 80, y de donde provenía en términos musicales la cantante alemana Sandra. De esta manera, la artista volvió a sus raíces del pop en Stay in Touch, en el cual mezcló ese género con ritmos electrónicos y letras místicas que recordaron a sus álbumes precedentes Fading Shades, Into a Secret Land y Paintings in Yellow, y que hizo que el álbum fuera recibido favoreblemente por sus fanes.

## Formatos
Stay in Touch se publicó en varios formatos: en su versión estándar y en el del doble CD Deluxe Edition de edición limitada. Para la publicación estándar en Rusia y Ucrania se le añadió una exclusiva canción titulada «Russian Eyes», mientras que en la versión Deluxe Edition para descarga digital se le añadió el tema «Infinite Kiss» en la remezcla de Ibiza Club Mix (solo para la compra por adelantado del doble álbum).

## Sencillos
Antes de que se publicara el álbum Stay in Touch en octubre de 2012, se lanzó el 11 de mayo el sencillo «Maybe Tonight» en el serial de discos so8os (Soeighties) de los productores alemanes Blank & Jones. Previamente, éstos habían publicado el 27 de abril una doble recopilación de los éxitos de Sandra en ese mismo serial, en la cual la cantante había dejado un breve texto en las notas interiores como prólogo.
- CD sencillo / EP digital en iTunes

1. «Maybe Tonight» (Single Version) - 3:05
2. «Maybe Tonight» (Extended Version) - 4:55
3. «Maybe Tonight» (Dub Version) - 5:25
4. «Maybe Tonight» (Instrumental Version) - 3:05

El 12 de octubre se publicó su segundo sencillo extraído de Stay in Touch, «Infinite Kiss». Para esta canción se rodó un vídeo musical mayormente con Sandra actuando ante un público.
- EP digital en iTunes

1. «Infinite Kiss» - 2:51
2. «Infinite Kiss» (Hubert Kah Mix) - 3:28
3. «Infinite Kiss» (80s Retro Mix) - 4:55
4. «Infinite Kiss» (Ibiza Club Mix Edit) - 3:55
5. «Infinite Kiss» (Extended Version) - 5:15
6. «Infinite Kiss» (Ibiza Club Mix) - 6:44
7. «Russian Eyes» - 3:44

## Lista de canciones
| Stay in Touch |                            |                             |          |  |
| N.º           | Título                     | Escritor(es)                | Duración |  |
| 1.            | «Stay in Touch»            | Jens Gad/Hubert Kemmler     | 3:48     |  |
| 2.            | «Infinite Kiss»            | Jens Gad, Hubert Kemmler    | 2:51     |  |
| 3.            | «Between Me & the Moon»    | Jens Gad                    | 3:22     |  |
| 4.            | «Maybe Tonight»            | Jens Gad                    | 3:05     |  |
| 5.            | «Moscow Nights»            | Jens Gad                    | 3:41     |  |
| 6.            | «Heart of Wax»             | Jens Gad                    | 4:14     |  |
| 7.            | «Kings & Queens»           | Jens Gad                    | 3:16     |  |
| 8.            | «Angels in My Head»        | Jens Gad                    | 2:55     |  |
| 9.            | «Sand Heart»               | Jens Gad                    | 3:47     |  |
| 10.           | «Love Starts with a Smile» | Jens Gad                    | 3:26     |  |
| 11.           | «Sun in Disguise»          | Susanne Sigl/Hubert Kemmler | 4:23     |  |
| 38:48         |                            |                             |          |  |

| Pista adicional para Rusia y Ucrania |                |              |          |  |
| N.º                                  | Título         | Escritor(es) | Duración |  |
| 12.                                  | «Russian Eyes» | Jens Gad     | 3:44     |  |

| Deluxe Edition - Disco 2 |                                               |                             |          |  |
| N.º                      | Título                                        | Escritor(es)                | Duración |  |
| 1.                       | «Moscow Nights» (Extended Version)            | Jens Gad                    | 5:12     |  |
| 2.                       | «Kings & Queens» (Extended Version)           | Jens Gad                    | 6:30     |  |
| 3.                       | «Love Starts with a Smile» (Extended Version) | Jens Gad                    | 5:46     |  |
| 4.                       | «Angels in My Head» (Extended Version)        | Jens Gad                    | 5:35     |  |
| 5.                       | «Stay in Touch» (Extended Version)            | Jens Gad/Hubert Kemmler     | 5:48     |  |
| 6.                       | «Between Me & the Moon» (Extended Version)    | Jens Gad                    | 5:27     |  |
| 7.                       | «Sun in Disguise» (Extended Version)          | Susanne Sigl/Hubert Kemmler | 5:57     |  |
| 8.                       | «Maybe Tonight» (Extended Version)            | Jens Gad                    | 4:58     |  |
| 9.                       | «Infinite Kiss» (Extended Version)            | Jens Gad, Hubert Kemmler    | 5:17     |  |
| 10.                      | «Sand Heart» (Extended Version)               | Jens Gad                    | 6:20     |  |
| 11.                      | «Heart of Wax» (Extended Version)             | Jens Gad                    | 7:12     |  |
| 64:02                    |                                               |                             |          |  |

| Pista adicional para la compra por adelantado del Deluxe Edition en iTunes |                                  |                          |          |  |
| N.º                                                                        | Título                           | Escritor(es)             | Duración |  |
| 12.                                                                        | «Infinite Kiss» (Ibiza Club Mix) | Jens Gad, Hubert Kemmler | 6:44     |  |

## Personal
Detalles de producción
- Interpretación vocal: Sandra
- Interpretación vocal masculina: Hubert Kah
- Instrumentación programada e interpretada por Piet Blank, Jaspa Jones, Andy Kaufhold
- Producción, arreglos y mezclas: Piet Blank, Jaspa Jones, Andy Kaufhold en The Pleasure Dome
- Preproducción/grabación vocal: Jens Gad en Gadstudios (Nueva York) y Samoqi Studios (Ibiza)

Detalles del álbum
- Fotografías: Susanne Sigl
- Diseño artístico: Marc Schilkowski

## Posiciones
| País (2012)       | Máxima posición |
| ----------------- | --------------- |
| Alemania          | 20              |
| Bélgica (Valonia) | 174             |
| Francia           | 119             |
| República Checa   | 40              |
| Suiza             | 51              |